# Feyenoord in het seizoen 2000/01
Hier staan alle statistieken van Feyenoord tijdens het seizoen 2000/01.

## Wedstrijden

### KPN Eredivisie
| Datum       | Thuis            | Uitslag | Uit              | Doelpuntenmakers Feyenoord                                                                   | Bijzonderheden                                                                                              |
| ----------- | ---------------- | ------- | ---------------- | -------------------------------------------------------------------------------------------- | --- |
| 19-08-2000  | Feyenoord        | 2 - 0   | AZ * **          | 1-0 40' Bosvelt 2-0 88' Somália                                                              | * Speelde de wedstrijd uit met 10 spelers (± 40 min.) ** Speelde de wedstrijd uit met 9 spelers (± 34 min.) |
| 27-08-2000  | FC Twente        | 1 - 2   | Feyenoord        | 1-1 24' Tomasson Paauwe 1-2 47' Tomasson Van Wonderen                                        | |
| 09-09-2000  | Feyenoord        | 3 - 1   | RKC Waalwijk *   | 1-0 11' Tomasson 2-0 28' B. Kalou 3-0 69' Kornejev                                           | 77' (pen.) Tomasson * Speelde de wedstrijd uit met 10 spelers (± 3 min.)                                    |
| 01-10-2000  | De Graafschap    | 2 - 3   | Feyenoord        | 2-1 13' Kornejev 2-2 56' Tomasson 2-3 61' Tomasson                                           | |
| 15-10-2000  | Sparta Rotterdam | 1 - 4   | Feyenoord        | 0-1 32' (pen.) Kornejev 1-2 85' Bosvelt 1-3 88' Paauwe 1-4 90' B. Kalou                      | |
| 21-10-20000 | Feyenoord        | 2 - 0   | SC Heerenveen    | 1-0 13' Leonardo I 2-0 54' Kornejev                                                          | |
| 29-10-2000  | FC Utrecht       | 1 - 1   | Feyenoord        | 1-1 55' B. Kalou                                                                             | |
| 02-11-2000  | Feyenoord        | 5 - 1   | RBC              | 1-0 13' Tomasson 2-0 44' Gyan 3-0 47' Bosvelt 4-0 52' Gyan 5-0 57' Paauwe                    | |
| 05-11-2000  | Feyenoord        | 4 - 2   | Roda JC          | 1-0 31' (pen.) Bosvelt 2-0 33' Bosvelt 3-1 42' Bosvelt 4-1 87' B. Kalou                      | 2-1 35' (e.d.) Tininho                                                                                      |
| 12-11-2000  | PSV              | 1 - 0   | Feyenoord        |                                                                                              | |
| 19-11-2000  | N.E.C.           | 1 - 3   | Feyenoord        | 0-1 25' (e.d.) Wisgerhof 0-2 36' Emerton 0-3 60' Emerton                                     | |
| 26-11-2000  | Feyenoord        | 1 - 0   | Willem II        | 1-0 9' Tomasson                                                                              | |
| 29-11-2000  | Feyenoord        | 2 - 1   | Sparta Rotterdam | 1-0 4' (e.d.) Kayis 2-0 75' Paauwe                                                           | |
| 10-12-2000  | Feyenoord        | 3 - 1   | Ajax             | 1-0 25' B. Kalou 2-0 51' Paauwe 3-0 63' Tomasson                                             | 3-1 66' (e.d.) De Haan                                                                                      |
| 13-12-2000  | Fortuna Sittard  | 2 - 4   | Feyenoord        | 1-1 14' Connolly 1-2 18' Paauwe 1-3 42' E. Smolarek 1-4 55' Tomasson                         | |
| 17-12-2000  | FC Groningen     | 1 - 0   | Feyenoord        |                                                                                              | |
| 20-12-2000  | Feyenoord        | 2 - 0   | Vitesse          | 1-0 70' B. Kalou 2-0 78' Bosvelt                                                             | |
| 28-01-2001  | Feyenoord        | 2 - 0   | NAC Breda        | 1-0 83' B. Kalou 2-0 89' Tomasson                                                            | |
| 31-01-2001  | SC Heerenveen    | 1 - 0   | Feyenoord        |                                                                                              | 2' B. Kalou                                                                                                 |
| 04-02-2001  | AZ               | 0 - 3   | Feyenoord        | 0-1 33' B. Kalou 0-2 82' Tomasson 0-3 83' B. Kalou                                           | |
| 11-02-2001  | Feyenoord        | 1 - 0   | FC Groningen     | 1-0 73' (e.d.) Schoenmakers                                                                  | |
| 25-02-2001  | Feyenoord        | 1 - 2   | PSV              | 1-2 86' Paauwe                                                                               | |
| 04-03-2001  | Vitesse          | 0 - 0   | Feyenoord        |                                                                                              | |
| 11-03-2001  | Willem II        | 3 - 1   | Feyenoord        | 2-1 72' Van Wonderen                                                                         | |
| 18-03-2001  | Feyenoord        | 5 - 1   | FC Twente        | 1-1 4' B. Kalou 2-1 15' (pen.) Bosvelt 3-1 63' Connolly 4-1 66' Tomasson 5-1 73' E. Smolarek | |
| 01-04-2001  | RKC Waalwijk     | 2 - 0   | Feyenoord        |                                                                                              | |
| 08-04-2001  | NAC Breda *      | 1 - 0   | Feyenoord        |                                                                                              | * Speelde de wedstrijd uit met 10 spelers, (± 84 min.)                                                      |
| 15-04-2001  | Feyenoord        | 1 - 2   | De Graafschap    | 1-2 81' Elmander                                                                             | |
| 21-04-2001  | Feyenoord        | 3 - 0   | N.E.C.           | 1-0 10' Tomasson 2-0 15' Tomasson 3-0 83' E. Smolarek                                        | |
| 29-04-2001  | Roda JC          | 1 - 0   | Feyenoord        |                                                                                              | |
| 06-05-2001  | Feyenoord        | 2 - 3   | Fortuna Sittard  | 1-2 76' Kornejev 2-2 80' Kornejev                                                            | |
| 13-05-2001  | Ajax             | 3 - 4   | Feyenoord        | 0-1 7' Connolly 2-2 61' Leonardo I 2-3 66' Connolly 2-4 73' Tomasson                         | |
| 20-05-2001  | Feyenoord        | 2 - 2   | FC Utrecht       | 1-1 24' Connolly 2-1 71' (pen.) Van Gastel                                                   | |
| 27-05-2001  | RBC              | 0 - 1   | Feyenoord        | 0-1 65' Elmander                                                                             | |

### Amstel Cup

#### Achtste finale (Derde ronde)
De clubs die europees voetbal spelen stromen tijdens de achtste finale van het toernooi in.
| Datum      | Thuis  | Uitslag | Uit       | Doelpuntenmakers Feyenoord       | Bijzonderheden |
| ---------- | ------ | ------- | --------- | -------------------------------- | -------------- |
| 25-01-2001 | N.E.C. | 1 - 2   | Feyenoord | 1-1 8' B. Kalou 1-2 80' B. Kalou |                |

#### Kwartfinale
| Datum      | Thuis         | Uitslag | Uit       | Doelpuntenmakers Feyenoord                         | Bijzonderheden |
| ---------- | ------------- | ------- | --------- | -------------------------------------------------- | --- |
| 14-02-2001 | SC Heerenveen | 0 - 0 * | Feyenoord |                                                    | * De wedstrijd werd na 24 minuten gestaakt vanwege de dichte mist. Deze wedstrijd werd op 14 maart 2001 in zijn geheel overgespeeld. |
| 14-03-2001 | SC Heerenveen | 4 - 3   | Feyenoord | 1-1 14' Tomasson 1-2 29' Bosvelt 4-3 90' Jochemsen | |

### Europees

#### UEFA Champions League

##### Derde voorronde
| Datum      | Thuis        | Uitslag | Uit          | Doelpuntenmakers Feyenoord | Bijzonderheden                                                 |
| ---------- | ------------ | ------- | ------------ | -------------------------- | -------------------------------------------------------------- |
| 08-08-2000 | Sturm Graz * | 2 - 1   | Feyenoord    | 0-1 7' Kornejev            | * Speelde de wedstrijd uit met 10 spelers, (± 1 min.) 90' Cruz |
| 23-08-2000 | Feyenoord ++ | 1 - 1   | Sturm Graz + | 1-1 87' Jochemsen          |                                                                |

+ Geplaatst voor hoofdtoernooi
++ Geplaatst voor UEFA Cup

#### UEFA Cup

##### Eerste ronde
| Datum      | Thuis       | Uitslag | Uit         | Doelpuntenmakers Feyenoord                          | Bijzonderheden |
| ---------- | ----------- | ------- | ----------- | --------------------------------------------------- | -------------- |
| 14-09-2000 | Dunaferr SE | 0 - 1   | Feyenoord   | 0-1 61' (e.d.) Molnar                               |                |
| 28-09-2000 | Feyenoord   | 3 - 1   | Dunaferr SE | 1-0 17' De Haan 2-0 48' Kornejev 3-0 84' Van Vossen |                |

##### Tweede ronde
| Datum      | Thuis     | Uitslag | Uit       | Doelpuntenmakers Feyenoord       | Bijzonderheden |
| ---------- | --------- | ------- | --------- | -------------------------------- | -------------- |
| 26-10-2000 | FC Basel  | 1 - 2   | Feyenoord | 0-1 60' B. Kalou 1-2 84' Bosvelt |                |
| 09-11-2000 | Feyenoord | 1 - 0   | FC Basel  | 1-0 3' B. Kalou                  |                |

##### Derde ronde
| Datum      | Thuis         | Uitslag | Uit           | Doelpuntenmakers Feyenoord          | Bijzonderheden |
| ---------- | ------------- | ------- | ------------- | ----------------------------------- | -------------- |
| 23-11-2000 | Feyenoord     | 2 - 2   | VfB Stuttgart | 1-0 10' Tomasson 2-1 45' Leonardo I |                |
| 05-12-2000 | VfB Stuttgart | 2 - 1   | Feyenoord     | 1-1 71' Paauwe                      |                |

## Selectie
| Nr.         | Positie | Speler              |
| ----------- | ------- | ------------------- |
| Doel        |         |                     |
| 1           | DM      | Jerzy Dudek         |
| 21          | DM      | Zbigniew Małkowski  |
| 25          | DM      | Cor Varkevisser     |
| Verdediging |         |                     |
| 2           | V       | Christian Gyan      |
| 3           | V       | Tomasz Rząsa        |
| 4           | V       | Stephen Laybutt     |
| 8           | V       | Kees van Wonderen   |
| 13          | V       | Tininho             |
| 17          | V/M     | Patrick Paauwe      |
| 20          | V       | Ferry de Haan       |
| 22          | V       | / Ulrich van Gobbel |
| 23          | V       | Brett Emerton       |
| 27          | V       | Steve Olfers        |

| Nr.        | Positie | Speler                                         |
| ---------- | ------- | ---------------------------------------------- |
| Middenveld |         |                                                |
| 5          | M       | Jean-Paul van Gastel                           |
| 6          | M       | Paul Bosvelt                                   |
| 10         | M/A     | Jon Dahl Tomasson                              |
| 16         | M       | Arco Jochemsen                                 |
| 19         | M       | Jan de Visser                                  |
| 29         | M       | René van Dieren                                |
| 30         | M       | Thomas Buffel                                  |
| Aanval     |         |                                                |
| 7          | A       | Bonaventure Kalou                              |
| 9          | A       | David Connolly was A Julio Cruz (tot aug 2000) |
| 11         | A       | Radoslav Samardžić                             |
| 14         | A       | Peter van Vossen                               |
| 15         | A       | Johan Elmander                                 |
| 18         | A       | Igor Kornejev                                  |
| 24         | A       | Somália                                        |
| 28         | M/A     | Leonardo I                                     |
| 31         | A       | Ebi Smolarek                                   |

* Het rugnummer 12 wordt niet uitgereikt en is voorbehouden aan Het Legioen, dat als 12e man wordt beschouwd.

## Topscorers
Legenda
- Doelpunt
- Waarvan Strafschoppen

Er wordt steeds de top 3 weergegeven van elke competitie.

### KPN Eredivisie
| Plek | Speler            |    | Gescoord met penalty |
| ---- | ----------------- | -- | -------------------- |
| 1.   | Jon Dahl Tomasson | 15 | 0                    |
| 2.   | Bonaventure Kalou | 10 | 0                    |
| 3.   | Paul Bosvelt      | 8  | 2                    |

### Amstel Cup
| Plek | Speler            |   | Gescoord met penalty |
| ---- | ----------------- | - | -------------------- |
| 1.   | Bonaventure Kalou | 2 | 0                    |
| 2.   | Paul Bosvelt      | 1 | 0                    |
| 2.   | Arco Jochemsen    | 1 | 0                    |
| 2.   | Jon Dahl Tomasson | 1 | 0                    |

### Europees

#### UEFA Champions League
| Plek | Speler         |   | Gescoord met penalty |
| ---- | -------------- | - | -------------------- |
| 1.   | Arco Jochemsen | 1 | 0                    |
| 1.   | Igor Kornejev  | 1 | 0                    |

#### UEFA Cup
| Plek | Speler                      |   | Gescoord met penalty |
| ---- | --------------------------- | - | -------------------- |
| 1.   | Bonaventure Kalou           | 2 | 0                    |
| 2.   | Paul Bosvelt                | 1 | 0                    |
| 2.   | Ferry de Haan               | 1 | 0                    |
| 2.   | Igor Kornejev               | 1 | 0                    |
| 2.   | Leonardo I                  | 1 | 0                    |
| 2.   | Patrick Paauwe              | 1 | 0                    |
| 2.   | Jon Dahl Tomasson           | 1 | 0                    |
| 2.   | Peter van Vossen            | 1 | 0                    |
| 2.   | Eigen Doelpunt Tegenstander | 1 | N.V.T.               |

#### Europees Overall
| Plek | Speler                      |   | Gescoord met penalty |
| ---- | --------------------------- | - | -------------------- |
| 1.   | Bonaventure Kalou           | 2 | 0                    |
| 1.   | Igor Kornejev               | 2 | 0                    |
| 3.   | Paul Bosvelt                | 1 | 0                    |
| 3.   | Ferry de Haan               | 1 | 0                    |
| 3.   | Arco Jochemsen              | 1 | 0                    |
| 3.   | Leonardo I                  | 1 | 0                    |
| 3.   | Patrick Paauwe              | 1 | 0                    |
| 3.   | Jon Dahl Tomasson           | 1 | 0                    |
| 3.   | Peter van Vossen            | 1 | 0                    |
| 3.   | Eigen Doelpunt Tegenstander | 1 | N.V.T.               |

### Overall
| Plek | Speler            |    | Gescoord met penalty |
| ---- | ----------------- | -- | -------------------- |
| 1.   | Jon Dahl Tomasson | 17 | 0                    |
| 2.   | Bonaventure Kalou | 14 | 0                    |
| 3.   | Paul Bosvelt      | 10 | 2                    |

Mannen
1954/55 · 1955/56 · 1956–1988 · 1988/89 · 1989/90 · 1990/91 · 1991/92 · 1992/93 · 1993/94 · 1994/95 · 1995/96 · 1996/97 · 1997/98 · 1998/99 · 1999/00 · 2000/01 · 2001/02 · 2002/03 · 2003/04 · 2004/05 · 2005/06 · 2006/07 · 2007/08 · 2008/09 · 2009/10 · 2010/11 · 2011/12 · 2012/13 · 2013/14 · 2014/15 · 2015/16 · 2016/17 · 2017/18 · 2018/19 · 2019/20 · 2020/21 · 2021/22 · 2022/23 · 2023/24 · 2024/25

Vrouwen
2021/22 · 2022/23 · 2023/24 · 2024/25
Ajax · 
AZ · 
De Graafschap · 
Feyenoord · 
Fortuna Sittard · 
FC Groningen · 
sc Heerenveen · 
NAC Breda · 
NEC · 
PSV · 
RBC · 
RKC · 
Roda JC · 
Sparta · 
FC Twente · 
FC Utrecht · 
Vitesse · 
Willem II